# Steve Clark (zwemmer)
Stephen Edward (Steve) Clark (Oakland (Californië), 17 juni 1943) is een Amerikaans zwemmer.

## Biografie
Tijdens de Olympische Zomerspelen van 1960 zwom Clark owel in de series van de 4x200m vrije slag en de 4x100m wisselslag. Ondanks dat zijn teamgenoten de snelste waren in de finale ontving Clark geen medaille. De toenmalige regels waren dat alleen de zwemmers die in actie kwamen in de finale recht hadden op een medaille.
Clark won tijdens de Pan-Amerikaanse Spelen 1963 de gouden medaille op de 100m vrije slag.
Tijdens de Olympische Zomerspelen van 1964 won Clark de gouden medaille op de alle estafettenummers in een wereldrecord. Op de 4x100m was Clark startzwemmer en evenaarde het wereldrecord. Vanwege het feit dat Clark startzwemmer was kwam het wereldrecord in de boeken.

## Internationale toernooien
| Jaar | Olympische Spelen                                         | Pan-Amerikaanse Spelen |
| ---- | --------------------------------------------------------- | ---------------------- |
| 1960 | 1e 4x200m vrije slag 1e 4x100m wisselslag                 |                        |
| 1961 |                                                           |                        |
| 1962 |                                                           |                        |
| 1963 |                                                           | 100m vrije slag        |
| 1964 | 4x100m vrije slag · 4x200m vrije slag · 4x100m wisselslag |                        |

1964: Clark, Austin, Ilman, Schollander ·
1968: Zorn, Rerych, Spitz, Walsh ·
1972: Edgar, Murphy, Heidenreich, Spitz ·
1984: Cavanaugh, Heath, Biondi, Gaines ·
1988: Jacobs, Dalbey, Jager, Biondi ·
1992: Hudepohl, Biondi, Jager, Olsen ·
1996: Olsen, Davis, Schumacher, Hall ·
2000: Klim, Fydler, Callus, Thorpe ·
2004: Schoeman, Ferns, Townsend, Neethling ·
2008: Phelps, Weber-Gale, Jones, Lezak ·
2012: Leveaux, Gilot, Lefert, Agnel ·
2016: Dressel, Phelps, Held, Adrian ·
2020: Dressel, Pieroni, Becker, Apple ·
2024: Alexy, Guiliano, Armstrong, Dressel
1908: Derbyshire, Radmilovic, Foster, Taylor ·
1912: Healy, Champion, Boardman, Hardwick ·
1920: McGillivray, Kealoha, Ross, Kahanamoku ·
1924: O'Connor, Glancy, Breyer, Weissmuller ·
1928: Clapp, Laufer, Kojac, Weissmuller ·
1932: Miyazaki, Yusa, Yokoyama, Toyoda ·
1936: Yusa, Sugiura, Taguchi, Arai ·
1948: Ris, McLane, Wolf, Smith ·
1952: Moore, Woolsey, Konno, McLane ·
1956: O'Halloran, Devitt, Rose, Henricks ·
1960: Harrison, Blick, Troy, Farrell ·
1964: Clark, Saari, Ilman, Schollander ·
1968: Nelson, Rerych, Spitz, Schollander ·
1972: Kinsella, Tyler, Genter, Spitz ·
1976: Bruner, Furniss, Naber, Montgomery ·
1980: Kopljakov, Salnikov, Stoekolkin, Krylov ·
1984: Heath, Larson, Float, Hayes ·
1988: Dalbey, Cetlinski, Gjertsen, Biondi ·
1992: Lepikov, Pysjnenko, Tajanovitsj, Sadovy ·
1996: Davis, Hudepohl, Schumacher, Berube ·
2000: Thorpe, Klim, Pearson, Kirby ·
2004: Phelps, Lochte, Vanderkaay, Keller ·
2008: Phelps, Lochte, Berens, Vanderkaay ·
2012: Lochte, Dwyer, Berens, Phelps ·
2016: Dwyer, Haas, Lochte, Phelps ·
2020: Dean, Guy, Richards, Scott ·
2024: Guy, Dean, Richards, Scott
1960: McKinney, Hait, Larson, Farrell ·
1964: Mann, Craig, Schmidt, Clark ·
1968: Hickcox, McKenzie, Russell, Walsh ·
1972: Stamm, Bruce, Spitz, Heidenreich ·
1976: Naber, Hencken, Vogel, Montgomery ·
1980: Kerry, Evans, Tonelli, Brooks ·
1984: Carey, Lundquist, Morales, Gaines ·
1988: Berkoff, Schroeder, Biondi, Jacobs ·
1992: Rouse, Diebel, Morales, Olsen ·
1996: Rouse, Linn, Henderson, Hall ·
2000: Krayzelburg, Moses, Crocker, Hall ·
2004: Peirsol, Hansen, Crocker, Lezak ·
2008: Peirsol, Hansen, Phelps, Lezak ·
2012: Grevers, Hansen, Phelps, Adrian ·
2016: Murphy, Miller, Phelps, Adrian  ·
2020: Murphy, Andrew, Dressel, Apple  ·
2024: Xu, Qin, Sun, Pan
- Gemeinsame Normdatei: 1089843879
- International Standard Name Identifier: 0000 0000 2158 3429
- Library of Congress Control Number: n79004123
- Virtual International Authority File: 57880827
- WorldCat: E39PBJhCHQFVCQtkMd7kd36Myd